# Calonectria theae
Calonectria theae är en svampart som beskrevs av Loos 1950. Calonectria theae ingår i släktet Calonectria och familjen Nectriaceae.   Inga underarter finns listade i Catalogue of Life.